# Dahira tridens
Dahira tridens es una polilla de la familia Sphingidae que vuela en Nepal, a través del norte de Myanmar y por la parte central de Yunnan y Sichuan, en China.